# Elettrolisi dell'acqua

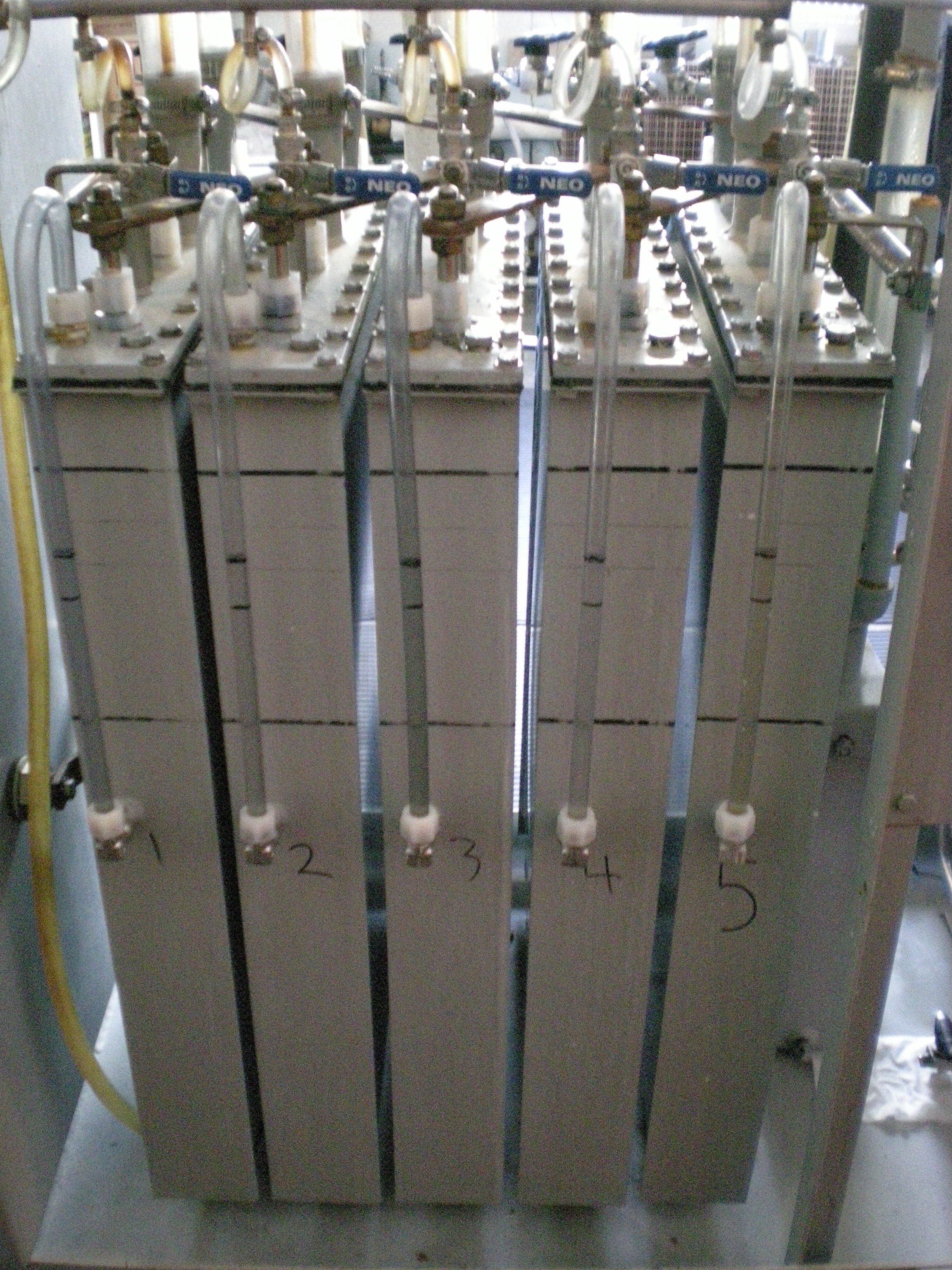
Celle per l'elettrolisi dell'acqua.

L'elettrolisi dell'acqua è un processo elettrolitico nel quale il passaggio di corrente elettrica causa la scomposizione dell'acqua in ossigeno ed idrogeno gassoso.
Dal punto di vista etimologico, il termine elettrolisi è composto dal prefisso elettro- (elettricità) e da lisi (separazione). L'etimologia del termine è connessa con il meccanismo del processo di elettrolisi dell'acqua, che consiste appunto nel "rompere" la molecola di acqua nei suoi elementi costituenti (idrogeno e ossigeno).

## Storia
Nel 1790 gli studiosi Jan Rudolph Deiman e Adriaan Paets van Troostwijk riuscirono a decomporre l'acqua generando delle scintille con l'ausilio di fili d'oro purissimo.
Nel 1800 Alessandro Volta annuncia in una lettera a Joseph Banks (presidente della Royal Society di Londra) l'invenzione della sua pila (detta appunto "pila di Volta").

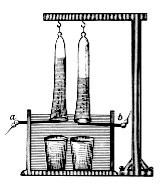
Apparecchiatura utilizzata da Johann Wilhelm Ritter per svolgere l'elettrolisi dell'acqua.

Nello stesso anno, Joseph Banks mostrò la lettera di Volta a Anthony Carlisle, il quale assieme a William Nicholson costruì la pila secondo lo schema di Volta; dopo avere costruito la pila, nel tentativo di misurare la carica posseduta dai piatti della pila, Carlisle e Nicholson versarono un po' di acqua sugli elettrodi e si accorsero che si aveva sviluppo di gas.
Qualche mese dopo, i chimici inglesi William Nicholson e Johann Wilhelm Ritter ripeterono l'esperimento di Carlisle e Nicholson sull'elettrolisi, riuscendo a separare l'acqua in idrogeno e ossigeno.

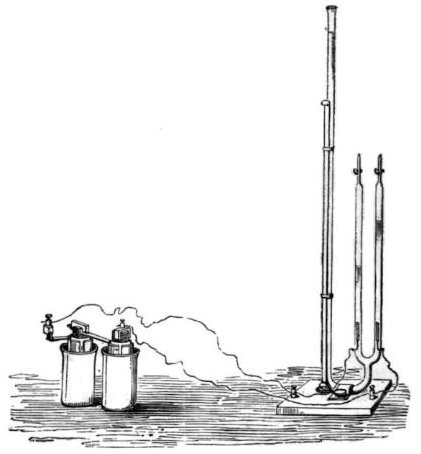
Disegno del voltametro di Hofmann del 1866.

Nel 1866 August Wilhelm von Hofmann inventa il voltametro di Hofmann, un'apparecchiatura per lo svolgimento dell'elettrolisi dell'acqua che permette anche la misurazione della quantità di ossigeno e idrogeno sviluppati durante il processo. Dalla misurazione della quantità di gas prodotti è possibile risalire alla quantità di elettricità circolata nella cella elettrolitica (sfruttando le leggi di Faraday sull'elettrolisi).
Nel 1888 Dmitrij Lačínov mise a punto un metodo che permise di svolgere l'elettrolisi dell'acqua anche in ambito industriale.

## Descrizione

Schema di funzionamento del voltametro di Hofmann

La cella elettrolitica è in genere composta da due elettrodi di un metallo inerte (ad esempio platino), immersi in una soluzione elettrolitica e connessi ad una sorgente di corrente (ad esempio una batteria da 6 volt).
La corrente elettrica dissocia la molecola d'acqua negli ioni H+ e OH-.
Al catodo gli ioni idrogeno (H+) acquistano elettroni in una reazione di riduzione che porta alla formazione di idrogeno gassoso
{\displaystyle {\ce {2H+ + 2e- -> H2}}}
All'anodo, gli ioni idrossido (OH-) subiscono ossidazione, cedendo elettroni:
{\displaystyle {\ce {4 OH- - 4 e- -> 4 OH -> 2 H2O + O2}}}
Si formerà quindi un volume di idrogeno quasi doppio del volume di ossigeno, in quanto secondo la legge dei gas perfetti il numero di moli e il volume sono in proporzionalità diretta e un egual numero di ioni H+ e OH- devono essere ridotti/ossidati agli elettrodi.

## Funzionamento

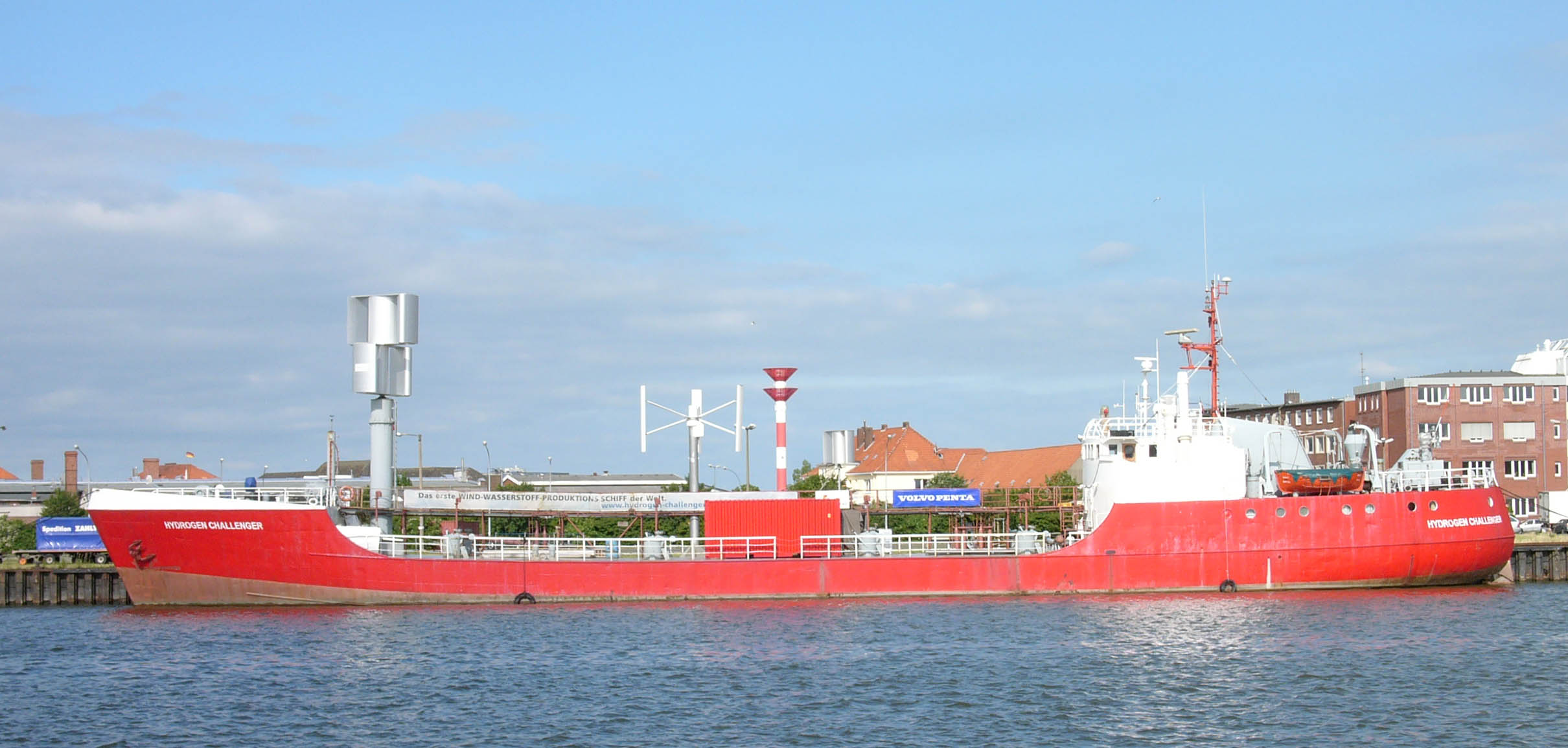
Hydrogen Challenger, imbarcazione che effettua l'elettrolisi dell'acqua

La corrente esce dall'alimentatore e riesce a fluire nei due cilindri grazie al liquido presente nel voltametro di Hoffman (soluzione elettrolitica). Come conseguenza del passaggio di corrente, si nota un fenomeno di effervescenza, cioè il formarsi di bolle di gas alla base dei due cilindri, in corrispondenza degli elettrodi: l'acqua si scinde nei due gas costituenti, idrogeno ed ossigeno.
L'idrogeno appare al catodo (l'elettrodo caricato negativamente da cui gli elettroni vengono immessi nell'acqua), mentre all'anodo (l'elettrodo caricato positivamente, in cui vengono assorbiti gli elettroni provenienti dall'acqua) si sviluppa ossigeno.
Essendo leggeri, i gas si accumulano nella parte superiore dei rispettivi cilindri, all'aumentare del potenziale (agendo sulla manopola dell'alimentatore) si nota un corrispondente aumento della quantità di gas sviluppati.
In condizioni ideali, si può notare che la quantità di idrogeno è approssimativamente doppia di quella dell'ossigeno, poiché il livello del liquido nei cilindri si abbassa a causa della pressione del gas contenuto nella parte superiore. Per verificare che il gas sviluppatosi al catodo sia proprio l'idrogeno (estremamente infiammabile), bisogna avvicinare un fiammifero acceso al rubinetto aperto del cilindro catodico e si osserva effettivamente una fiamma.

## Spontaneità del processo

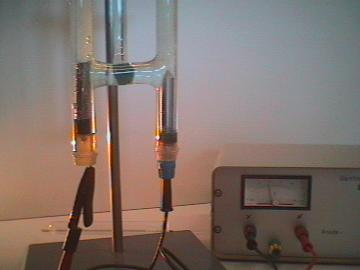
Voltametro di Hoffman connesso a una sorgente esterna di corrente continua.

La decomposizione dell'acqua in idrogeno ed ossigeno in condizioni standard è una reazione sfavorita in termini termodinamici, poiché entrambe le semireazioni che intervengono hanno potenziali negativi.
Anodo (ossidazione): 2H2O(l) → O2(g) + 4H+(aq) + 4e-    E0ox= 1,229 V
Catodo (riduzione): 2H2O + 2e- → H2 + 2OH-     E0rid= -0,830 V
Utilizzando l'equazione {\displaystyle \Delta G=-nFE}, l'energia libera di Gibbs per il processo in condizioni standard vale 474,4 kJ/mol, il che traduce la non spontaneità della reazione.
In realtà scritto come sopra è fuorviante: la differenza di potenziale da applicare (a qualsiasi pH) per dissociare l'acqua è 1.229 V a 25 °C perché non si può essere in condizioni standard con entrambe le reazioni come su scritte: se [H+] = 1.0 M per lo ione H+ sarà E0rid= 0 V e [OH-] è determinata dalla costante di autodissociazione dell'acqua Kw = [H+] x [OH-] = 1.0 x 10−14.
Queste considerazioni rendono il processo "impossibile" senza la somministrazione di energia dall'esterno con l'applicazione di un potenziale elettrico agli elettrodi.

## Selezione dell'elettrolita
Se un elettrolita solubile viene aggiunto all'acqua, la sua conduttività aumenta considerevolmente, a causa della dissociazione dell'elettrolita in cationi ed anioni, con conseguente aumento della concentrazione degli ioni in soluzione.
La scelta dell'elettrolita richiede cura perché gli anioni ed i cationi introdotti possono entrare in competizione con il processo di elettrolisi dell'acqua. Un anione con un potenziale standard di riduzione inferiore a quello dell'idrossido (OH-) sarà ossidato al suo posto e non ci sarà sviluppo di ossigeno all'anodo. Analogamente se viene introdotto un catione con un potenziale standard più grande del H3O+ si ridurrà al suo posto e non ci sarà sviluppo di idrogeno al catodo.
I seguenti cationi hanno un potenziale di riduzione inferiore a H3O+ e sono quindi adatti come cationi per l'elettrolita: Li+, Rb+, K+, Cs+, Ba2+, Sr2+, Ca2+, Na+, e Mg2+. Sodio e litio sono i più usati perché formano sali solubili ed hanno un basso costo.
L'utilizzo di composti acidi come elettroliti non genera competitività al catodo, in quanto i cationi liberati (H3O+) sono i medesimi di quelli generati dalla dissociazione dell'acqua; analogamente l'uso di basi, liberando gli anioni ossidrile, non crea competitività all'anodo.
L'anione più utilizzato è l'anione solfato (SO42-) poiché è molto difficile da ossidare.
Acidi forti come l'acido solforico (H2SO4) e basi forti come l'idrossido di sodio (o soda caustica, NaOH) e l'idrossido di potassio (KOH) sono spesso usati come elettroliti.